# Robert Hoyzer
Robert Hoyzer (Berlin-Ouest, 28 août 1979) est un ancien arbitre allemand de football. Il fut le personnage qui scandalisa le football allemand en 2005 pour avoir accepté de participer à la falsification de matchs.

## Biographie
Hoyzer, dont le père fut aussi arbitre, grandit dans la commune berlinoise de Spandau. Il étudia le management sportif à la Haute Ecole d'Administration (Fachhochschule) de Salzgitter mais il ne termina pas son cursus.

## Carrière d'arbitre
Robert Hoyzer était affilié auprès du Hertha BSC. Il commença à officier dans les plus hautes divisions à partir de 2001 au 3e niveau en Regionalliga Nord. Au début de la saison 2002-2003, il fut ajouté à la liste des assistants arbitres pour la 2. Bundesliga où il fit treize apparitions.
En 2003-2004, il presta pour la première fois comme arbitre de champ au 2e niveau allemand ainsi qu'en DFB-Pokal tout en étant encore en fonction en Regionalliga Nord. En deux saisons, il dirigea 26 rencontres dans ces trois compétitions.

### Falsification de matchs
La carrière de Hoyzer eut un coup d'arrêt en janvier 2005. À ce moment, il fut suspecté d'avoir parié sur le résultat d'un match du premier tour de la DFB-Pokal... match qu'il avait dirigé en tant qu'arbitre ! Il s'agissait de la rencontre SC Paderborn 07-Hamburger SV, du 21 août 2004. Après avoir mené (0-2), le club de la ville hanséatique fut éliminé (4-2). L'arbitre Hoyzer avait généreusement accordé deux penalties à Paderborn et avait exclu, injustement, l'attaquant belge du HSV, Émile Mpenza durant la première période.
Hoyzer démissionna de sa qualité d'arbitre et de membre du Hertha BSC. La DFB annonça l'ouverture d'une enquête pour savoir si Robert Hoyzer avait ou non falsifié le résultat d'autres rencontres. La justice allemande lança ses propres investigations.
Niant avec véhémence, Hoyzer se trouva confondu et avoua ses délits le 27 janvier 2005. Il apparut que le désormais ancien arbitre avait été en relation avec une mafia croate et que cette organisation criminelle avait placé plusieurs paris importants sur des rencontres dirigées par Hoyzer.
Hoyzer révéla aux enquêteurs qu'il avait été présent lorsque d'autres arbitres recevaient, de la part de cette « mafia croate », leurs commissions pour avoir influencé le résultat de matchs. Hoyzer déclara que des joueurs avaient aussi été corrompus !
Le 28 janvier, quatre arrestations furent opérées à la suite des preuves apportées par Hoyzer. L'affaire fit évidemment grand bruit en Allemagne et ailleurs. Un journal de Francfort-sur-le-Main avança que le Président de la DFB aurait déclaré que des joueurs avaient aussi été « achetés ».
Le 2 février, la justice allemande annonça qu'à la suite d'actions de police, 19 suspects avaient été interpelés et que les preuves découvertes impliquaient 25 personnes dont 14 joueurs et trois autres arbitres, rien que pour l'année 2004. Hoyzer accepta de coopérer activement à l'enquête en fournissant des informations précieuses aux enquêteurs.
Le 10 février, la DFB déclara que Hoyzer était officiellement suspendu de ses fonctions pour "conduite antisportive". Le 29 avril, Hoyzer fut suspendu à vie de toutes fonctions liées à l'arbitrage du football en Allemagne.
Le 12 février, Hoyzer fut arrêté par la police après que des preuves eussent révélés qu'il avait faussé plus de rencontres que celles qu'il avait initialement reconnu. Le Procureur réclama une lourde peine de prison à son encontre s'il était reconnu coupable. Les informations divulguées par Hoyzer amenèrent à l'arrestation de Dominik Marks, un autre arbitre.
Le 24 mars, le magazine allemand d'informations "Der Spiegel" révéla que ce scandale de matchs truqués dépassait les frontières allemandes et pourraient même toucher l'UEFA. À la suite de cette publication, Hoyzer raconta aux enquêteurs que la mafia impliquée dans l'affaire disposait, avec une semaine d'avance par rapport à la publication officielle, des noms des arbitres ou assistants arbitres devant officier lors de rencontres de la Ligue des Champions et de la Coupe de l'UEFA. Cela alors que la Fédération européenne ne publie les noms que deux à trois jours avant les matchs !
Avec les charges retenues contre lui, Robert Hoyzer risquait une peine pouvant aller jusqu'à 10 ans de prison. Mais le 17 novembre 2005, Hoyzer bénéficia d'un verdict clément. En raison de son active collaboration à l'enquête, l'ancien arbitre berlinois n'écopa que de deux ans et cinq mois de prison. Dominique Marks se vit infliger une peine de un an et six mois. Le chef présumé du réseau mafieux, Ante Sapina fut condamné à deux ans et onze mois.
Cette affaire amena la DFB à déployer une nouvelle politique afin de prévenir d'autres incidents similaires dans le futur. La Fédération imposa une interdiction totale des paris à tout son personnel et à tous ses arbitres, mais aussi aux dirigeants de clubs, aux entraîneurs, aux joueurs, etc. La mesure fut effective à partir de la saison 2006-2007. La Fédé' allemande fixa le délai de publication de la désignation des arbitres à 4 jours avant une rencontre. Elle aurait souhaité ne publier les noms que seulement deux jours avant un match mais elle se rendit compte de l'impraticabilité d'un tel délai.
Lors de la procédure d'Appel, débutée le 28 novembre 2006, à Leipzig, le Procureur Hartmut Schneider déclara à la surprise générale, que si Robert Hoyzer avait triché, il n'avait pas commis de faute criminelle et il demanda que les charges retenues contre Hoyzer soient levées. Mais le 15 décembre suivant, la Cour confirma le verdict initial.